# Jón Óskar
Jón Óskar, eigentlich Jón Óskar Ásmundsson (* 18. Juli 1921 in Akranes, Island; † 20. Oktober 1998 in Reykjavík, Island) war ein isländischer Dichter, Autor, Musiker und Übersetzer.

## Leben
Jón Óskar wuchs in seiner Geburtsstadt auf, bevor er an der Menntaskólinn í Reykjavík sein Abitur machte. Ab dem Jahr 1940 studierte er an der Musikschule Reykjavík Piano und erlernte an der Alliance française in Reykjavík und in Paris die französische Sprache. In Rom, Perugia und Genua erlernte er die italienische Sprache.
In den Jahren 1946 bis 1956 verdiente Óskar seinen Lebensunterhalt mit Musikunterricht in Reykjavík, arbeitete gleichzeitig von 1953 bis 1958 für das isländische Parlament, den Althing, und das Verlagshaus Birtings. 1952 erschien sein erstes Buch mit dem Titel Mitt andlit og þitt, gefolgt von Kurzgeschichten, Poesiebänden und einer mehrbändigen Biografie.
Der Autor wird zu den fünf wichtigsten isländischen Poeten gezählt, die in den 1940er und 1950er Jahren zu schreiben begannen und die als Gruppe „Atomdichter“ genannt wurden.
Jón Óskar war seit 1946 der Übersetzer einer Anzahl italienischer und französischer Autoren in die isländische Sprache.
| Personendaten    | Personendaten                                       |
| ---------------- | --------------------------------------------------- |
| NAME             | Jón Óskar                                           |
| ALTERNATIVNAMEN  | Jón Óskar Ásmundsson (vollständiger Name)           |
| KURZBESCHREIBUNG | isländischer Dichter, Autor, Musiker und Übersetzer |
| GEBURTSDATUM     | 18. Juli 1921                                       |
| GEBURTSORT       | Akranes, Island                                     |
| STERBEDATUM      | 20. Oktober 1998                                    |
| STERBEORT        | Reykjavík, Island                                   |